# Amaury Golitin
Amaury Golitin, né le 28 janvier 1997 à Cayenne en Guyane est un athlète français, spécialiste du sprint.

## Carrière
Amaury Golitin est licencié à l'Étudiant Club Orléans Cercle Jules-Ferry Athlétisme mais s'entraîne à l'INSEP depuis septembre 2017 avec Dimitri Demonière, également coach de Jimmy Vicaut.
Le 9 juin 2018, à Jesolo, il remporte les championnats méditerranéens espoirs et explose son record personnel avec le temps de 10 s 07 (+ 1,1 m/s), devenant à cette occasion le 6e meilleur performeur français de tous les temps. Le 6 juillet, en séries des championnats de France d'Albi, il court de nouveau en 10 s 07, toujours avec + 1,1 m/s de vent.Au cours de ses années jeune et senior il est 9 fois champion de France.
Il est médaillé de bronze sur 100 mètres aux Jeux mondiaux militaires de 2019 à Wuhan. 
En juin 2022, Golitin est suspendu, soupçonné d'avoir falsifié des documents transmis à l'Agence française de lutte contre le dopage et pour trois défauts de localisation . En mai 2023, il écope définitivement d'une suspension de 4 ans, l'empêchant de concourir jusqu'en 2026.

## Palmarès

### International
| Date | Compétition                    | Lieu       | Résultat | Épreuve   | Temps   |
| ---- | ------------------------------ | ---------- | -------- | --------- | ------- |
| 2015 | Championnats d'Europe juniors  | Eskilstuna | 3e       | 4 x 100 m | 40 s 02 |
| 2017 | Championnats d'Europe espoirs  | Bydgoszcz  | 4e       | 4 x 100 m | 39 s 86 |
| 2019 | Championnats d'Europe en salle | Glasgow    | 6e       | 60 m      | 6 s 67  |
| 2019 | Championnats d'Europe espoirs  | Gävle      | 7e       | 100 m     | 10 s 38 |
| 2019 | Championnats d'Europe espoirs  | Gävle      | 2e       | 4 x 100 m | 39 s 57 |
| 2019 | Championnats du monde          | Doha       | finale   | 4 x 100 m | DNF     |
| 2019 | Jeux mondiaux militaires       | Wuhan      | 3e       | 100 m     | 10 s 35 |

### National
- Championnats de France d'athlétisme :
  - Champion de France Junior du 100 mètres en 2016
  - Champion de France Espoir du 100 mètres en 2017
  - Champion de France Espoir du 100 mètres en 2019
  - Champion de France Élite du 100 mètres en 2019
  - Champion de France espoir du 200 mètres en 2019
  - Champion de France Elite du 200 mètres en 2020
- Championnats de France d'athlétisme en salle :
  - Champion de France Junior du 60 mètres en 2015
  - Champion de France Junior du 60 mètres en 2016
  - Champion de France Elite en salle du 200 mètres en 2020

## Records
| Épreuve | Épreuve   | Temps   | Lieu        | Date                       |
| ------- | --------- | ------- | ----------- | -------------------------- |
| 200 m   | Plein air | 20 s 25 | Genève      | 11 juin 2022               |
| 100 m   | Plein air | 10 s 07 | Jesolo Albi | 9 juin 2018 6 juillet 2018 |
| 60 m    | En salle  | 6 s 62  | Metz        | 6 février 2021             |